# Бременская литературная премия
Бременская литературная премия (нем. Bremer Literaturpreis) — одна из самых престижных премий в немецкоговорящих странах, вручается раз в году за выдающиеся произведения в области поэзии, прозы, пьесы и эссеистики на немецком языке. Премия, учреждённая сенатом Вольного ганзейского города Бремена в честь 75-летия бременского писателя Рудольфа Александра Шредера (1878—1962), присуждалась ежегодно с 1954 по 1959 годы. Первоначально называлась Литературной премией свободного ганзейского города Бремена (нем. Literaturpreis der Freien Hansestadt Bremen).

В 1960 году жюри хотело присудить свою премию роману Гюнтера Грасса Die Blechtrommel, но этому воспротивился Сенат Бремена. Это вызвало общественные протесты и отставки нескольких членов жюри, поэтому премия не присуждалась два года. После этого премия получила своё нынешнее название. C 1962 года премия присуждается Фондом Рудольфа Александра Шредера.. Лауреаты получают денежную премию в размере 25 тыс. евро. Кроме того, с 1977 года вручается поощрительная премия в размере 6 тыс. евро (по состоянию на 2020 год).

## Лауреаты
Лауреаты бременской литературной премии
- 1954 Генрих Шмидт-Барриен для Tanzgeschichten. Ein Reigen aus dem Leben
- 1955 Ильзе Айхингер для Der Gefesselte и Герберт Мейер для Die Barke von Gawdos
- 1956 Эрнст Юнгер для Am Sarazenenturm
- 1957 Ингеборг Бахман для Anrufung des großen Bären и Герд Ольшлегель для Romeo und Julia in Berlin
- 1958 Пауль Целан для Mohn und Gedächtnis и Von Schwelle zu Schwelle
- 1959 Рольф Шроерс для In fremder Sache
- 1960 награда не вручалась
- 1961 награда не вручалась
- 1962 Зигфрид Ленц дляZeit der Schuldlosen
- 1963 Герберт Хекманн для Benjamin und seine Väter
- 1964 Криста Рейниг для Gedichte
- 1965 Томас Бернхард для Frost
- 1966 Вольфганг Хильдесхаймер для Tynset
- 1967 Ганс Гюнтер Михельсен для Helm
- 1968 Хельга М. Новак для Colloquium mit vier Häuten. Gedichte und Balladen
- 1969 Хорст Бинек для Die Zelle
- 1970 Кристиан Энценсбергер для Größerer Versuch über den Schmutz (отказался принять награду)
- 1971 Габриела Воман для Ernste Absicht
- 1972 Юрг Аклин для Alias. Ein Text
- 1973 Гюнтер Хербургер для Die Eroberung der Zitadelle
- 1974 Юрек Беккер для Irreführung der Behörden
- 1975 Франц Иннерхофер для Schöne Tage
- 1976 Пауль Низон для Stolz
- 1977 Николас Борн для Die erdabgewandte Seite der Geschichte и Хайнар Кипхардт для März
- 1978 Криста Вольф для Kindheitsmuster
- 1979 Александр Клуге для Neue Geschichten. Hefte 1-18, Unheimlichkeit der Zeit
- 1980 Петер Рюмкорф для Haltbar bis Ende 1999
- 1981 Кристоф Меккель для Suchbild. Über meinen Vater und Säure
- 1982 Петер Вайс для Die Ästhetik des Widerstands
- 1983 Эрих Фрид для Das Nahe suchen
- 1984 Пауль Вюр для Das falsche Buch
- 1985 Рольф Хауфс для Juniabschied
- 1986 Фолькер Браун для Hinze-Kunze-Roman
- 1987 Юрген Беккер для Odenthals Küste
- 1988 Петер Хандке для Nachmittag eines Schriftstellers & Die Abwesenheit
- 1989 Ингомар фон Кизерицкий для Das Buch der Desaster
- 1990 Вильгельм Генацино для Der Fleck, die Jacke, die Zimmer, der Schmerz
- 1991 Фриц Рудольф Фрис для Die Väter im Kino
- 1992 Рор Вольф для Nachrichten aus der bewohnten Welt
- 1993 Жорж-Артур Гольдшмидт для Der unterbrochene Wald
- 1994 Вольфганг Хильбиг для Ich
- 1995 Райнхард Леттау для Flucht vor Gästen
- 1996 Эльфрида Елинек для Die Kinder der Toten
- 1997 Микаэль Рёс для Rub’ al-Khali — Leeres Viertel. Invention über das Spiel
- 1998 Эйнар Шлеф для Droge Faust Parsifal
- 1999 Дитер Форте для In der Erinnerung
- 2000 Адольф Эндлер для Der Pudding der Apokalypse
- 2001 Александр Клуге для Chronik der Gefühle
- 2002 В. Г. Зебальд для Austerlitz (посмертно)
- 2003 Ульрих Пельтцер для Bryant Park. Erzählung
- 2004 Луц Зайлер для vierzig kilometer nacht
- 2005 Бригитта Кронауэр для Verlangen nach Musik und Gebirge
- 2006 Райнхард Йиргль для Abtrünnig
- 2007 Фелицитас Хоппе для Johanna
- 2008 Ганс Иоахим Шедлих для Vorbei
- 2009 Мартин Клюгер для Der Vogel, der spazieren geht
- 2010 Клеменс Сетц для Die Frequenzen
- 2011 Фридерика Майрёккер для ich bin in der Anstalt. Fusznoten zu einem nichtgeschriebenen Werk
- 2012 Марлен Штрерувиц для Die Schmerzmacherin
- 2013 Вольф Хаас для Verteidigung der Missionarsstellung
- 2014 Клеменс Мейер для Im Stein
- 2015 Марсель Байер для Graphit
- 2016 Хеннинг Аренс для Glantz und Gloria
- 2017 Терезия Мора для Die Liebe unter Aliens
- 2018 Томас Лер для Schlafende Sonne
- 2019 Арно Гейгер для Unter der Drachenwand
- 2020 Барбара Хонигманн для Georg
- 2021 Марион Пошманн для Nimbus[8]
- 2022 Юдит Герман для Daheim
- 2023 Томас Штангль[нем.] за роман «Ртутный свет» (нем. Quecksilberlicht)[9].

Лауреаты поощрительной премии
- 1977 Карин Кивус для Von beiden Seiten der Gegenwart
- 1978 Мария Эрленбергер для Der Hunger nach Wahnsinn
- 1979 Уве Тимм для Morenga
- 1980 Петер-Поль Цаль для Die Glücklichen
- 1981 Вернер Кофлер для Aus der Wildnis. Zwei Fragmente
- 1982 Франц Бёни для Die Wanderarbeiter
- 1983 Клеменс Меттлер для Gleich einem Standbild, so unbewegt
- 1984 Бодо Морсхойзер для Die Berliner Simulation
- 1985 Герта Мюллер для Niederungen
- 1986 Ева Шмидт для Ein Vergleich mit dem Leben
- 1987 Даниэль Гролле для Keinen Schritt weiter
- 1988 Эвелин Шлаг для Die Kränkung
- 1989 Норберт Гстрейн для Einer
- 1990 Ирина Либманн для Mitten im Krieg
- 1991 Томас Стритматтер для Raabe Baikal
- 1992 Дурс Грюнбайн для Schädelbasislektion
- 1993 Ханс-Ульрих Трайхель для Von Leib und Seele
- 1994 Петер Вебер для Der Wettermacher
- 1995 Марион Титце для Unbekannter Verlust
- 1996 Йенс Шпаршу для Der Zimmerspringbrunnen. Ein Heimatroman
- 1997 Стефани Мензингер для Wanderungen im Inneren des Häftlings
- 1998 Бриджит Олещински для Your passport is not guilty
- 1999 Юдит Герман для Sommerhaus, später
- 2000 Криста Эстенфельд для Menschenfresserin
- 2001 Рафаэль Урвейдер для Lichter in Menlo Park
- 2002 Юли Цее для Adler und Engel
- 2003 Андреас Шефер для Auf dem Weg nach Messara
- 2004 Йорг Матейс для Mono
- 2005 Антье Равич Штрубель для Tupolew 134
- 2006 Свенья Лейбер для Büchsenlicht
- 2007 Саша Станишич для Wie der Soldat das Grammofon repariert
- 2008 Томас Мелле для Raumforderung
- 2009 Матиас Гаца для Der Schatten der Tiere
- 2010 Роман Граф для Herr Blanc
- 2011 Андреа Гриль для Das Schöne und das Notwendige
- 2012 Иоахим Мейерхофф для Alle Toten fliegen hoch. Amerika
- 2013 Андреас Штихманн для Das große Leuchten
- 2014 Роман Эрлих для Das kalte Jahr
- 2015 Надя Кюхенмейстер для Unter dem Wacholder
- 2016 Маттиас Наврат для Die vielen Tode unseres Opas Jurek
- 2017 Сентхуран Варатхараджа для Vor der Zunahme der Zeichen
- 2018 Лаура Фройденталь для Die Königin schweigt'
- 2019 Хайнц Хелле для Die Überwindung der Schwerkraft
- 2020 Тонио Шахингер для Nicht wie ihr
- 2021 Яна Фолькманн для Auwald
- 2022 Маттиас Сенкель для Winkel der Welt